# The Odd Future Tape
Albums de Odd Future
Radical
(2010)
The Odd Future Tape est la première mixtape du collectif de rap Odd Future, accessible en téléchargement gratuit à partir de novembre 2008 sur leur site web.
Les chansons de l'album ont été enregistrées avec un micro de webcam. 
Les titres Odd Toddlers et Slow It Down figurent également sur le premier album solo, sorti en 2009, de Tyler, The Creator intitulé Bastard. Le morceau Odd Toddlers apparaît sur une mixtape de Casey Veggies, Customized Greatly, sous le titre Odd.

## Liste des titres
| No  | Titre                | Producteur(s)      | Durée |
| --- | -------------------- | ------------------ | ----- |
| 1.  | The Tape Intro       | Tyler, the Creator | 3:03  |
| 2.  | Odd Toddlers         | Tyler, the Creator | 3:36  |
| 3.  | Laxin'               | The Super 3        | 1:31  |
| 4.  | Back for Another One | Tyler, the Creator | 3:30  |
| 5.  | Bubble Gum           | The Super 3        | 4:25  |
| 6.  | Fucking Lame         | Tyler, the Creator | 2:26  |
| 7.  | Pimp Slap            | Left Brain         | 4:04  |
| 8.  | Bitches Brewin'      | Tyler, the Creator | 2:47  |
| 9.  | Money Talk           | The Super 3        | 3:00  |
| 10. | Our Story            | The Super 3        | 1:56  |
| 11. | The Life Like        | Tyler, the Creator | 3:12  |
| 12. | McDonalds            | Left Brain         | 2:42  |
| 13. | Slow It Down         | Tyler, the Creator | 3:07  |
| 14. | Remember Me          | Tyler, the Creator | 3:39  |
| 15. | Malaya               | Left Brain         | 3:01  |
| 16. | Lisa                 | Tyler, the Creator | 5:09  |
| 17. | Fin                  | Tyler, the Creator | 5:15  |

| 18. | Commercial | Tyler, the Creator | 2:52 |
| 19. | Dracula    | Tyler, the Creator | 2:13 |